# Síndrome de May-Thurner

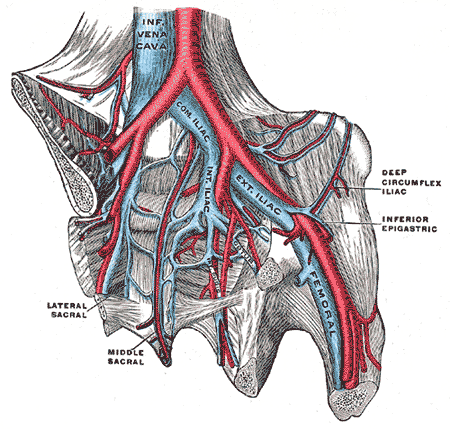
Vasos na região ilíaca

A síndrome de May-Thurner (MTS), também conhecida como síndrome de compressão da veia ilíaca, é uma condição na região ilíaca na qual a compressão da via de saída venosa comum da extremidade inferior esquerda pode causar desconforto, inchaço, dor ou trombose venosa profunda iliofemoral.
Especificamente, o problema é devido à compressão da veia ilíaca comum esquerda pela artéria ilíaca comum direita sobrejacente. Isso leva à estagnação do sangue, o que predispõe à formação de coágulos sanguíneos. Variações incomuns de MTS foram descritas, como a veia ilíaca comum direita sendo comprimida pela artéria ilíaca comum direita.
No século 21, a definição da síndrome de May-Thurner foi expandida para um perfil de doença mais amplo, conhecido como lesões não trombóticas das veias ilíacas, que podem envolver as veias ilíacas direita e esquerda, bem como vários outros segmentos venosos nomeados. Essa síndrome freqüentemente se manifesta como dor quando o membro é dependente (pendurado na beira da cama/cadeira) e/ou  quando há inchaço significativo de todo o membro.

## inais e sintomas
RDevido às suas semelhanças com a trombose venosa profunda (TVP), a síndrome de May-Thurner raramente é diagnosticada. Na síndrome de May-Thurner, a artéria ilíaca direita sequestra e comprime a veia ilíaca comum esquerda contra a região lombar da coluna, resultando em inchaço das pernas e tornozelos, dor, formigamento e/ou dormência nas pernas e pés. A dor geralmente se apresenta como incômoda e pode progredir para cima e para baixo na perna, dependendo do paciente. As extremidades inferiores podem ficar quentes ao toque e o inchaço pode se manter ou se dissipar ao longo do dia.

## Mecanismo
Em contraste com a veia ilíaca comum direita, que sobe quase verticalmente até a veia cava inferior, a veia ilíaca comum esquerda atravessa diagonalmente da esquerda para a direita para entrar na veia cava inferior. Ao longo desse trajeto, passa por baixo da artéria ilíaca comum direita, o que pode comprimi-la contra a coluna lombar e limitar o fluxo de sangue para fora da perna esquerda.
Existem relatos de casos de compressão da veia cava inferior pelas artérias ilíacas ou síndromes de compressão do lado direito, mas a grande maioria é do lado esquerdo. Embora esta seja a causa suspeita da síndrome, a veia ilíaca esquerda é freqüentemente vista comprimida em pacientes assintomáticos e considerada uma variante anatômica. Uma compressão luminal de 50% da veia ilíaca esquerda ocorre em um quarto dos indivíduos saudáveis.
A compressão torna-se clinicamente significativa apenas se causar alterações hemodinâmicas apreciáveis no fluxo venoso ou na pressão venosa, ou se levar a trombose venosa aguda ou crônica.
Além da compressão, a veia desenvolve esporões fibrosos intraluminais a partir dos efeitos da força compressiva pulsátil crônica da artéria. O canal turbulento estreitado predispõe o paciente à trombose. O fluxo sanguíneo comprometido geralmente causa a formação de vasos sanguíneos colaterais. Na maioria das vezes, são colaterais transpelvis horizontais, conectando ambas as veias ilíacas internas, criando assim um fluxo através da veia ilíaca comum direita. Às vezes, formam-se colaterais verticais, na maioria das vezes paralombares, que podem causar sintomas neurológicos, como formigamento e dormência.
Este canal de saída comprimido e estreito causa estase do sangue, que é um elemento da tríade de Virchow que precipita a trombose venosa profunda .

## Diagnóstico
É importante considerar a síndrome de May-Thurner em pacientes que não apresentam outra razão óbvia para hipercoagulabilidade e que apresentam trombose do membro inferior esquerdo. Para descartar outras causas de hipercoagulação, pode ser apropriado verificar os anticorpos antitrombina, proteína C, proteína S, fator V de Leiden, protrombina G20210A e antifosfolípides
A flebografia pode ser capaz de identificar a síndrome clássica quando a síndrome estiver causando algum grau de trombose venosa profunda.
A síndrome de May-Thurner no perfil mais amplo da doença, conhecida como lesões não trombóticas das veias ilíacas (NIVLs), existe no paciente ambulatorial sintomático e essas lesões geralmente não são vistas por venografia. Morfologicamente, o ultrassom intracoronário surgiu como a melhor ferramenta atual em sentido amplo.
Testes funcionais, como ultrassom duplex, medição da pressão venosa e intersticial e pletismografia, às vezes podem ser benéficos. A compressão da veia ilíaca comum esquerda pode ser observada na TC pélvica.

## Tratamento
O manejo do defeito subjacente é proporcional à gravidade da apresentação clínica. O inchaço e a dor nas pernas são mais bem avaliados por especialistas vasculares (cirurgiões vasculares, cardiologistas intervencionistas e radiologistas intervencionistas ) que diagnosticam e tratam doenças arteriais e venosas para garantir que a causa da dor nas extremidades seja avaliada. O diagnóstico precisa ser confirmado com algum tipo de exame de imagem que pode incluir venografia por ressonância magnética, venograma e geralmente confirmado com ultrassom intravascular porque a veia achatada pode não ser notada na venografia convencional.
A fim de evitar o inchaço prolongado ou a dor das consequências do sangue retido da veia ilíaca comprimida, o fluxo precisa ser melhorado para fora da perna. Casos não complicados podem ser tratados com meias de compressão .
A síndrome de May-Thurner grave pode exigir trombólise se houver um início recente de trombose, seguida de angioplastia e colocação de stent na veia ilíaca:1006–1007 após a confirmação do diagnóstico com venograma ou ultrassonografia intravascular. Um stent pode ser usado para suportar a área de compressão adicional após a angioplastia. Como o nome indica, classicamente não há componente trombótico nesses casos, mas a trombose pode ocorrer a qualquer momento.
Se o paciente tiver trombose extensa, pode ser apropriado considerar a trombectomia farmacológica e/ou mecânica (também conhecida como farmacomecânica). Isso está sendo estudado atualmente para determinar se isso diminuirá a incidência de síndrome pós-trombótica.

## Epidemiologia
A síndrome de May-Thurner geralmente não é diagnosticada; no entanto, as estimativas atuais são de que essa condição é três vezes mais comum em mulheres do que em homens. A síndrome clássica geralmente se apresenta na segunda a quarta décadas de vida.